# Salaria (zoologia)
Salaria è un genere di pesci bentonici appartenenti alla famiglia Blenniidae. Le specie di acqua dolce, precedentemente ascritte a questo genere, sono ora inserite nel genere Salariopsis.

## Specie
- Salaria basilisca (Valenciennes in Cuvier & Valenciennes, 1836)
- Salaria pavo (Risso, 1810)